# Hok (Suède)
Pour les articles homonymes, voir Hok.
Hok est une localité de la commune de Vaggeryd, en Suède.

## Caractéristiques
Hok est située à l'est de la localité de Vaggeryd à proprement parler, dans le comté de Jönköping, dans le sud de la Suède.
La localité mesure 0,77 km2 pour 643 habitants, en 2005

## Historique
L'ancienne orthographe de la localité est Hook ; cette orthographe n'est plus utilisée en dehors des contextes formels.

## Transports
Hok était un lieu important pour l'exploitation du fer de Taberg. La localité est située le long de la voie ferrée reliant Nässjö et Halmstad. L'ancienne gare a été démolie vers 1990 et remplacée par une gare routière et ferroviaire en 2004.